# Ferdynand Kramer
Ferdynand Kramer – c.k. urzędnik austriacki, starosta doliński w latach 1870–1871.
Honorowy obywatel miast Doliny i Bolechowa.